# 路思義教堂
路思義教堂（ルースーイーきょうどう、ろしぎきょうどう）もしくはルース・チャペル、ルース・メモリアル・チャペル（英語：The Luce Chapel）は、台湾台中市西屯区の東海大学内にあるプロテスタント教会堂。著名な台湾人建築家陳其寬および中国系アメリカ人建築家イオ・ミン・ペイ（1917 - 2019）により建てられた。
2017年9月26日台中市文化資産処は「路思義教堂と鐘楼」名義で畢律斯鐘楼とともに教会堂を直轄市定古蹟に登録、同時に校内の衛理会館と旧藝術中心を市の歴史建築へ登録を決定した。その後、ミン・ペイ102歳の誕生日となる2019年4月25日、中華民国文化部は台中州庁とともに教堂の国定古蹟への昇格を決定した

## 名称の由来
米国の雑誌「タイム」、「ライフ」を創刊したヘンリー・ルース（Henry Robinson Luce、1898-1967）によって、中国で宣教師だった父のヘンリー・W・ルース（Henry W. Luce、1868-1941）を称えるべく出資し建てられた。路思義はヘンリー・ルースの中国語表記『亨利・路思義』に由来する。

## 沿革
19世紀末以降、中国キリスト教大学聯合董事会により中国大陸には13か所のキリスト教大学が設立されたが、1949年に中華人民共和国が成立すると、閉鎖を迫られた(p1)。1951年、董事会は中国大陸以外でのキリスト教高等教育の場を拡大しようと試み、董事会幹部だったウィリアム・フェン（William Fenn）が1952年に台湾を訪れ、国内に1か所の大学を開校することになる(p1)。
候補地選定時に好意的だった台中市の申し出を受け、杭立武が1953年6月に市内西屯区の大肚山に開校(p2)。
初期はニューヨークでキャンパスの設計構想が練られたため、在米の華人建築家イオ・ミン・ペイ（貝聿銘）に設計を依頼したが、多忙のため張肇康と陳其寬の2名にも参加を要請した。1950年代は台湾には日本統治時代に開校した国立台湾大学および国立台湾師範大学の2か所しか総合大学がなく、董事会は中国式の大学を構想していた。中国式かつキリスト教との融合を目指し中華伝統の四合院の校舎と三角形の教会堂という構成となった。
陳其寬は張肇康に代わって東海大校舍設計を担った。路思義教堂の施工は台湾省立台北工業専科学校（現・国立台北科技大学）出身の紀錦坤と陳新登が担い、1962年11月1日に教会堂本棟を起工(p22)、1963年11月2日落成(p22)。

## 建築
東海大学建築系の元主任漢寶德は著書で「教堂は台湾本島で最も著名で、最も歴史的価値のある建築物であり、西洋と中華の文明を融合させたものとして最良かつ中国式現代建築を代表している」と論評した。

### 評価
- 1974年に郵政総局（現・中華郵政の前身）で台湾の名勝8か所をデザインした記念切手が発売し、その1つに選定された[14]。
- ゲティ財団傘下のゲティ基金（英語版）が主催する「Keeping It Modern 10大現代建築」に選定され、保存・修復のための補助金が拠出された[15][16]。

### 形式
| 路思義教堂(p19) | 路思義教堂(p19)         |
| --------------- | ----------------------- |
| 建設費          | 400万USD                |
| 面積            | 397平方メートル(120坪)  |
| 内部容積        | 4428立方メートル        |
| 高度            | 19.6メートル            |
| 平面最大幅      | 30.25メートル           |
| 建築物自重      | 2,400トン               |
| セメント使用量  | 8000パック(1パック50kg) |
| 鋼材使用量      | 150トン                 |
| 足場用木材      | 80,000                  |
| 屋根タイル数    | 80,000                  |

柱と梁を一切使わない独特の手法が使われた。
西洋の宗教施設はモダニズムが取り入れられると三角形の簡素な外形に簡略化されていった。この教会堂もその流れを取り入れたものとなった。早期の案ではイオ・ミンは2つのシェルを『ハ』の字状にしただけのゴシック建築の尖頂を考案していたが、台湾で頻発する地震には耐えられないと判断し、断面が花瓶型（フラスコ型）も用意していた(p7)。陳其寬は花瓶型の木製模型を製作し、董事会での討議を経て1つの双曲線から2つの双曲線をもつものに変わった(pp7-8)。
外観の屋根は当初は「青、緑、黄色（黄土色）」の3色が候補だった。広大な芝生の中央に位置することや背景の青空を考慮し、黄色が採用された(p15)。菱形のレンガは屋根の最外層部を覆って内層部の鉄筋やコンクリートを水から保護している。将来の保守性を考慮し、交換しやすい突起のある形状となっている。消耗品として外された古いレンガは大学の記念品として再利用され、馬英九が中華民国総統在任中に大学で講演した際にも贈られている(p16)。

### 構造設計
造型が決定すると構造設計の段階に移行。イオ・ミンは当初は木造を目指していたが、台湾の気候や国内での構造設計に適した木材の入手難を考慮し、U字型鋼を採用しようとしたが、コストの高騰が避けられなかった。構造設計を担った鳳後三は鉄筋コンクリートの使用を勧めた。構造計算書を作成し、ニューヨークで陳とともに、イオ・ミンにプレゼンテーションを行った(p9)。
片側2枚ずつの計4枚の薄いシェルを『ハの字』かつ菱形に並べ、下部は基礎と直結し、屋根部で両側のシェルが支えあうことで建材の軽量化が実現した。内部が格子状の凹面4枚のシェルは隙間を設けて採光性を高めた(p10)。

### 施工
同校校舎で実績のあった国内の光源営造が担当した。前例のない設計だったため、日本の打放しコンクリート建築を参考にした(p10)。
台湾でエアコンが一般的ではなかった当初は天井と祭壇後方に設けた通気口のみで換気していた。その後経済成長により国内でもエアコンが普及すると、利用者の増加で室内温度が上昇するのを抑制すべく、後付けで冷房が設置された。本体は教会堂の目立たない場所に置かれ、配管と吹出口の設置もチャペル内の景観を損なわないように配慮された(p14)。

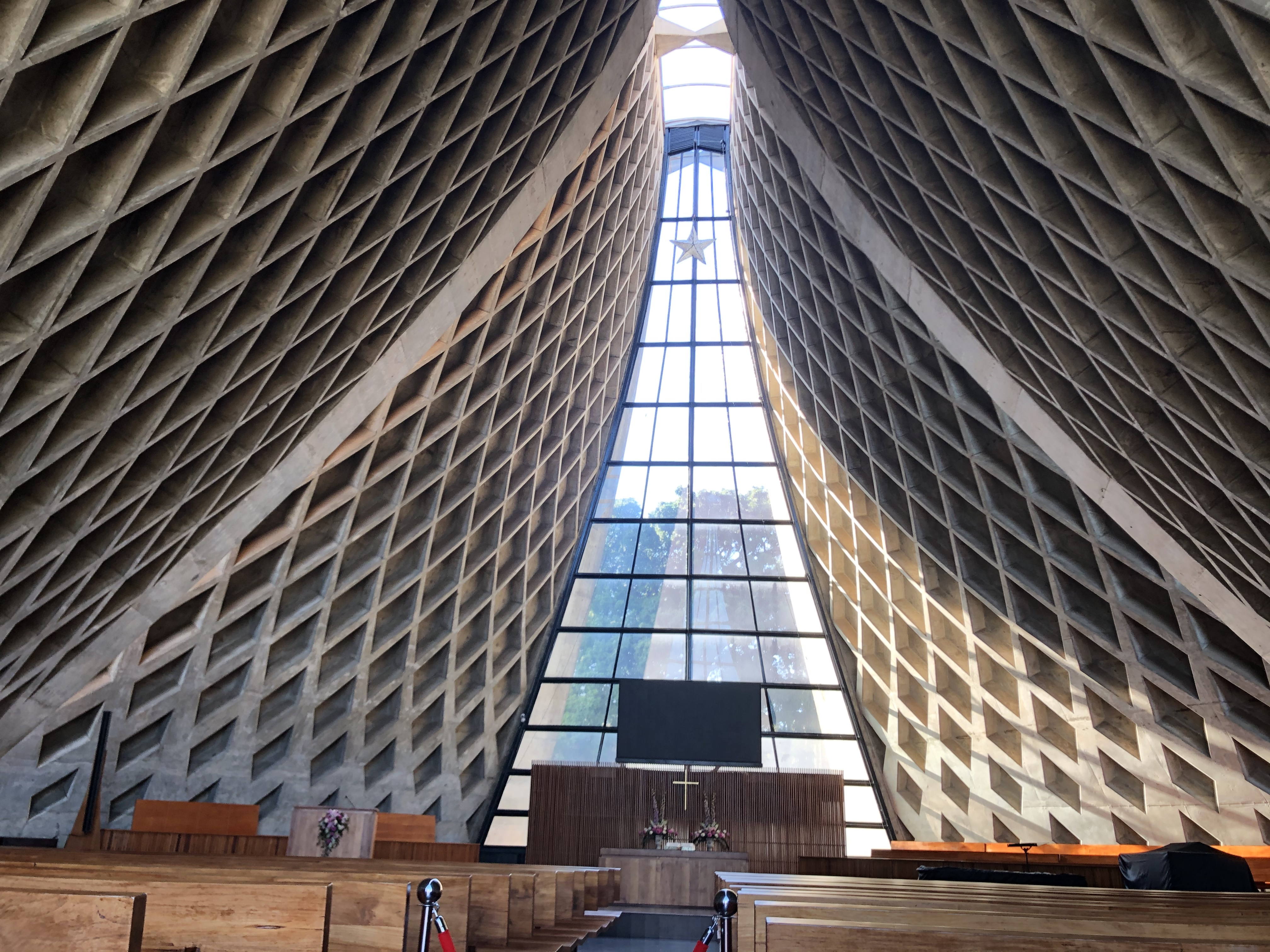
礼拝堂内部
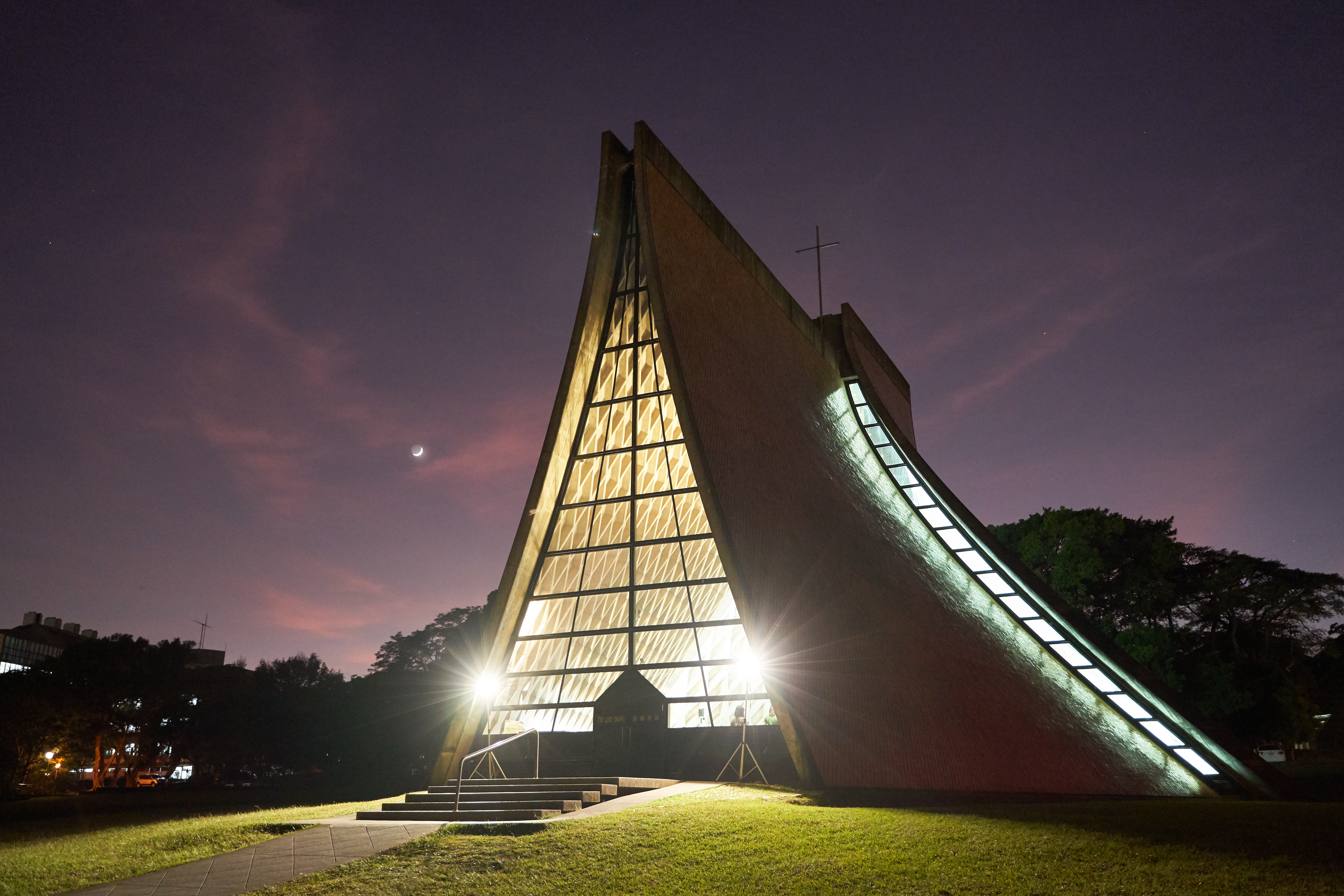
夜間の路思義教堂
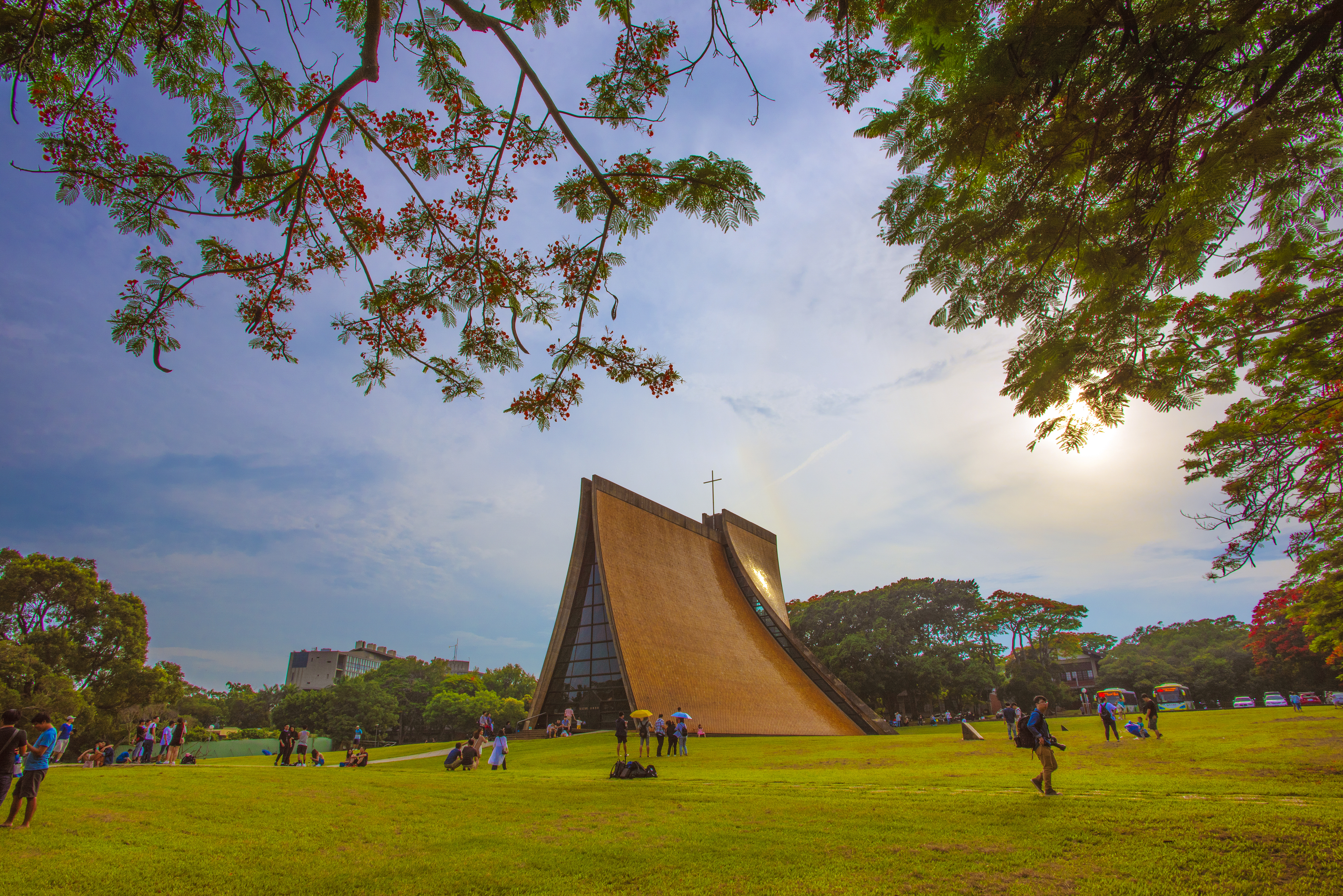
礼拝堂

## 交通
バス各路線で「栄総/東海大学」下車
- 台鉄台中駅から各事業者の台中市市区公車30x路
- 高鉄台中駅から和欣客運運行の台中市市区公車161路
- 台中空港から国光客運A2路

### 註釈
1. ↑  畢律斯は司祭のElsie/エルシーを指す
2. ↑  アジア・キリスト教大学協会を統括する連合理事会（中国語版）傘下組織。
3. ↑  1960年代のレートでは125,000USD[17]